# Ignacio Corsini
Ignacio Corsini (Troina, Sicília, 13 de fevereiro de 1891 — Buenos Aires, 26 de julho de 1967) foi um cantor argentino de origem italiana.
Chegou em 1896 a Buenos Aires, trazido pela sua mãe Socorro Salomone, sem conhecer o pai, num paralelismo com a história de Carlos Gardel. Aos 12 anos foi trabalhar numa estância em Carlos Tejedor, província de Buenos Aires, onde foi peão de campo. A vida no campo foi determinante para moldar o tipo de canto de Corsini, que mesmo sendo um grande intérprete do tango sempre teve uma voz que lembrava a dos velhos payadores. De volta a Buenos Aires atuou cantando em circos e cafés. Conheceu nessas andanças José Betinotti, talvez o maior de todos os payadores, que augurou um grande êxito para o caballero cantor, nome que usou durante toda sua trajetória artística. Casou-se aos 20 anos com Victoria Pacheco, filha de um dono de companhia circense, que incentivaria Corsini a desempenhar como ator; sua pinta de galã o levaria logo ao cinema, onde conseguiria grandes sucessos.
Porém, o importante para Corsini era o canto, e com o crescimento do tango, que começava a suplantar os denominados ritmos criollos, em 1922 ele grava Patotero sentimental, de Manuel Jovés e Manuel Romero, sagrando-se um dos maiores expoentes do gênero, formando com Carlos Gardel e Agustín Magaldi, a chamada trilogia maxima de cantores de tangos.
Em 1949, com o falecimento da esposa, Corsini abandona a vida artística, deixando cerca de 800 gravações, muitos achavam sua voz parecida com a de Carlos Gardel. Além da gravação de Patotero sentimental, ficaram também famosas os seus registros dos tango Griseta e Caminito, ambos também gravados por Carlos Gardel.